# 24101 Cassini
24101 Cassini este un asteroid din centura principală, descoperit pe 9 noiembrie 1999, de Charles Juels.